# Sieradowicki Park Krajobrazowy
Sieradowicki Park Krajobrazowy znajduje się w województwie świętokrzyskim. 

## Charakterystyka
Położony jest w północnej części Gór Świętokrzyskich pomiędzy doliną rzeki Kamiennej od północy i Doliną Bodzentyńską od południa. Od wschodu ograniczają go doliny rzek Świśliny i Pokrzywianki, a od zachodu dolina Kamionki. Park obejmuje prawie w całości Pasmo Sieradowickie i Lasy Siekierzyńskie.
Park utworzony został 10 czerwca 1988 r. Jego powierzchnia wynosi obecnie 12 252 ha, natomiast powierzchnia otuliny to 15 893 ha. Prawie 85% powierzchni parku to obszary leśne o zróżnicowanym drzewostanie, dominują lasy mieszane ze stanowiskami jodły i modrzewia europejskiego. W runie leśnym wyróżniono 57 gatunków roślin chronionych, z których ponad czterdzieści podlega ochronie ścisłej.
Spośród zwierząt występują tu dziki, sarny i jelenie, nietoperze, łasice i gronostaje, kilka rzadkich gatunków ptaków, m.in. bocian biały i czarny, myszołów zwyczajny, zimorodek, dudek, słonka i cietrzew. Występują dość licznie płazy – żaby (w tym rzekotka drzewna), ropuchy oraz gady – jaszczurka zwinka i żyworodna, padalec, zaskroniec, żmija zygzakowata.
Na terenie parku znajdują się trzy rezerwaty przyrody, są to Wykus, Góra Sieradowska i Kamień Michniowski, a także ponad dwadzieścia pomników przyrody, obiektów geologicznych i użytków ekologicznych, m.in. profil plejstoceńskich osadów w wąwozie lessowym Rocław pod Wąchockiem, polodowcowy głaz narzutowy w okolicach Siekierna oraz ostańce skalne Cygańska Kapa i Biały Kamień w leśnictwie Węglów.
Teren Parku związany jest z licznymi wydarzeniami historycznymi. Rozległe i zwarte kompleksy leśne Lasów Siekierzyńskich dawały schronienie oddziałom powstańców z 1863 r. oraz partyzantom II wojny światowej, między innymi największego zgrupowania partyzanckiego AK na Kielecczyźnie dowodzonego przez legendarnych majorów „Ponurego” (Jana Piwnika) i „Nurta” (Eugeniusza Kaszyńskiego). Na terenie parku leży wieś Michniów, w której jest monumentalna Pietà, świadectwo martyrologii ofiar II wojny światowej.
Na obszarze Parku występuje wiele zabytków architektury. Najsłynniejsze z nich to XIII-wieczny Zespół Klasztorny Opactwa Cystersów w Wąchocku oraz kościoły w Tarczku i Radkowicach.
Przez Sieradowicki Park Krajobrazowy przechodzą trzy ścieżki edukacyjne:
- przyrodniczo-krajobrazowa „Radkowice – Śniadka”, o długości ok. 5 km;
- przyrodniczo-historyczna „Berezów – Michniów – Kamień Michniowski – Burzący Stok – Suchedniów”, o długości ok. 15 km;
- przyrodniczo-historyczna „Wąchock – Wąwóz Rocław – Rataje – Polana Langiewicza – Wykus”, o długości ok. 10 km.

Najwyższe i najbardziej znane wzniesienie na obszarze Parku to: Kamień Michniowski (435 m n.p.m.), Sieradowska (390 m n.p.m.), Lisie Jamy (336 m n.p.m.), Wykus (323 m n.p.m.), Żarnowa Góra (315 m n.p.m.), Ostre Górki (304 m n.p.m.), Lubienia (298 m n.p.m.).